# Bűnügyi Szakértői és Kutatóintézet
Az 1961-ben alakult Bűnügyi Szakértői és Kutatóintézet 2011. január 1. óta az Országos Rendőr-főkapitányság szervezeti egysége. Korábban (a 2010-es kormányváltást követően) a Belügyminisztérium szervezeti egysége volt. A 2010-es kormányváltás előtt az Igazságügyi és Rendészeti Minisztérium Civilisztikai Szakállamtitkársága alá tartozott.
Élén igazgató áll (jelenleg: Dr. Nagy Gábor). Két főosztályra tagozódik. 
Bűnügyi Technikai Főosztályán négy osztály működik: az ORFK központi bűnügyi helyszínelő egysége (Központi Technikai Osztály); a területi és helyi rendőri szervek bűnügyi technikai munkájának szakfelügyeletét ellátó Szakfelügyeleti Osztály; Bűnügyi (rendőr-) Orvosi Osztály; Poligráfos Osztály. Szakértői főosztályán működő osztályok: Fizikai-Kémiai Szakértői Osztály; Szerves Kémiai Analitikai Szakértői Osztály; Genetikai Szakértői Osztály; Daktiloszkópiai Szakértői Osztály; Kriminalisztikai Szakértői Osztály. Szakértői főosztálya kizárólagos és országos hatáskörrel vizsgálja a kábítószereket, daktiloszkópiai nyomokat; kezeli a bűnügyi nyilvántartás daktiloszkópiai és DNS-adatbázisait. Részt vesz az ORFK Oktatási Igazgatóságával és a Rendőrtiszti Főiskolával közösen az öt klasszikus kriminalisztikai szakértői szakterület (nyom-, ujjnyom-, fegyver-, írás-, okmány-) szakértőinek képzésében. Tagja az ENFSI-nek.